# Montreal Gospel Choir
 (mai 2023).
Montreal Gospel Choir, est une chorale gospel montréalaise fondée par la directrice Carol Bernard en septembre 2011, qui dirige également le Jireh Gospel Choir depuis 1996. Régulièrement, les deux chorales se présentent conjointement à l'occasion des célébrations de Noël,. Aussi connue sous le nom de MGC, Montreal Gospel Choir rassemble entre 60 et 80 voix représentatives de la diversité des habitants de la ville dont ils sont originaires. Ces chanteurs de tous âges, de toutes cultures et religions se rassemblent à chaque saison pour faire rayonner la musique gospel à travers la province de Québec.

## Historique
À la suite du succès de la première chorale Jireh Gospel Choir, des membres de l'église de Carol Bernard l'ont encouragée à démarrer le projet d'une plus grande chorale. C'est en septembre 2011 que naît Montreal Gospel Choir, un espace ouvert à toutes celles et ceux qui souhaitent faire partie d'une large chorale à Montréal. La chorale ne cesse de grandir et varie entre 60 et 90 vocalistes chaque année.

## Style musical
« Notre objectif est simple : faire danser le public et ramener de la joie, de l'espoir et de la chair de poule » Montreal Gospel Choir explore le mélange entre traditions du gospel nord-américain negro spiritual et la contemporanéité du jazz, blues et hip-hop, qui caractérise le gospel moderne,. La chorale a réinterprété des titres tels que Revelation 19:1 en français, More Abundantly ou encore Oh Happy Day.
Du dancehall jamaïcain aux airs traditionnels sud-africains, des genres venant du monde entier ont enrichi son répertoire musical au cours des dernières années, venant appuyer la diversité des héritages culturels représentés par ses membres.

### Compositions originales

#### 2020
- Get Down, Montreal Gospel Choir, 2020 (Performée)
- I Just Wanna Give You Praise, Montreal Gospel Choir, 2020 (Performée)

## Représentations récentes
Que ce soit en lieu de culte ou en salle de spectacle, Montreal Gospel Choir se produit régulièrement à travers le Québec.

### 2019
- Concert de Noël 2019 "Noël gospel" avec Jireh Gospel Choir, décembre 2019[2].
- Église La Chapelle Montréal, octobre 2019.
- Concert de fin de saison "Gospel sur la montagne", mai 2019.
- Association québécoise des personnes aphasiques, avril 2019.

### 2021
- Concert de Noël 2021 "Noël gospel" avec Jireh Gospel Choir, décembre 2021[6].

### 2022
- Concert de Noël 2022 "Noël gospel" avec Jireh Gospel Choir, salle Pierre-Mercure, décembre 2022.
- Le Grand Marché de Noël de Montréal, novembre 2022.
- Église La Chapelle Montréal, octobre 2022.
- Concert de fin de saison, Église Saint John the Evangelist, mai 2022.

### 2023
- Église La Chapelle Québec, mars 2023.
- Semaine de prévention du suicide à la prison Leclerc, février 2023.

### Articles de presse
- Le Devoir, 2016
- Montreal Contact Community, 2021